# Szent György-fatemplom (Száka)
A szákai Szent György-fatemplom műemlékké nyilvánított épület Romániában, Bihar megyében. A romániai műemlékek jegyzékében a  BH-II-m-B-01192 sorszámon szerepel.